# Burgstall Altenbrenda
Der Burgstall Altenbrenda ist eine abgegangene spätmittelalterliche Niederungsburg in der Flur „Großer Garten“ 1000 Meter nordöstlich des heutigen Stadtteils Unterweißenbrunn der Stadt Bischofsheim in der Rhön im unterfränkischen Landkreis Rhön-Grabfeld in Bayern.

## Geografische Lage
Der Burgstall befindet sich heute im Bereich der Kläranlage von Unterweißenbrunn, in einem Gebiet, das als Wüstung „Altenbrenda“ genannt wird. 

## Beschreibung
Die Burg wurde 1292 urkundlich erwähnt. Seit 1400 als Lehen vergeben, ist 1415 das Hochstift Würzburg als Burgherr erwähnt, als Fürstbischof Johann II. von Brunn an Hermann von Ebersberg eine Hofstatt und Behausung auf der Burg Altenbrenda zu Lehen gibt. Von der Anlage ist heute durch die Überbauung nichts mehr im Gelände zu sehen. Sie ist als Teil des Bodendenkmals mit der Denkmalnummer D-6-5526-0003 registriert und beschrieben als Mittelalterliche und frühneuzeitliche Wüstung "Altenbrenda" sowie ehemalige spätmittelalterliche Burg bzw. frühneuzeitliches Schloss.